# Hämmelepa
Koordinaten: 58° 18′ N, 22° 47′ O
Hämmelepa ist ein Dorf (estnisch küla) auf der größten estnischen Insel Saaremaa. Es gehört zur Landgemeinde Saaremaa (bis 2017: Landgemeinde Pihtla) im Kreis Saare.
Das Dorf hat sieben Einwohner (Stand 31. Dezember 2011).